# Славгородский поселковый совет
Славгородский поселковый совет (укр. Славгородська селищна рада) — входит в состав
Синельниковского района
Днепропетровской области
Украины.
Административный центр поселкового совета находится в 
пгт Славгород.

## Населённые пункты совета
- пгт Славгород
- с. Бегма
- с. Новоалександровское
- с. Новоалександрополь
- с. Першозвановка
- с. Полевое
- с. Тургеневка